# Kerri Williams
Kerri Leigh Williams (nascida Gowler; Raetihi, 18 de dezembro de 1993) é uma remadora neozelandesa, campeã olímpica.

## Carreira
Ela recebeu sua educação na Escola Diocesana Nga Tawa em Marton. A escola começou a oferecer um programa de remo em 2008 e um ano depois, Williams o adotou. Na época, ela também competia como equestre, mas logo começou a se concentrar tanto no remo que teve que escolher um dos esportes. Seu treinador disse a ela três semanas depois que ela começou a remar que um dia representaria a Nova Zelândia. Jackie Gowler, sua irmã mais nova por três anos, começou a remar em 2010 inspirada por seu sucesso; ambas entraram para a equipe nacional de remo da Nova Zelândia.
A carreira internacional de Williams começou em 2013 com o oito com feminino. Após a participação em duas Copas do Mundo de Remo, ela venceu a final B no Campeonato Mundial de Remo de 2013 em Chungju, Coreia do Sul. Williams ganhou a medalha de ouro no quatro sem timoneiro no Campeonato Mundial de Remo de 2014 em Amsterdã ao lado de Kayla Pratt, Kelsey Bevan e Grace Prendergast.
Gowler conquistou a medalha de ouro nos Jogos Olímpicos de Verão de 2020 em Tóquio no evento de dois sem com Grace Prendergast. Além disso, conseguiu a prata com a equipe da Nova Zelândia no oito com feminino, ao lado de Pandergast, Ella Greenslade, Emma Dyke, Lucy Spoors, Kelsey Bevan, Beth Ross, Jackie Gowler e Caleb Shepherd, com o tempo de 6:00.04. Nos Jogos Olímpicos de Verão de 2024, em Paris, conquistou a medalha de bronze na competição de quatro sem feminino, ao lado de Jackie Gowler, Phoebe Spoors e Davina Waddy com o tempo de 6:29.08.